# You Are There (canción de Michael Jackson)
«You Are There» es una canción interpretada por el cantante estadounidense Michael Jackson. Es la novena pista del álbum de estudio Forever, Michael, lanzado el 16 de enero de 1975 por Motown. La canción fue escrita y producida por Sam Brown III, quien también trabajó en varias otras pistas del álbum, presentando una atmósfera melódica y emotiva.

## Producción y estilo
You Are There sigue el estilo romántico y melódico que predomina en el álbum Forever, Michael, con una combinación de soul, R&B y pop. El tema lírico aborda la presencia emocional y el apoyo que brinda un ser querido. La canción está cargada de sensibilidad, destacando la interpretación vocal suave y madura de Jackson. Aunque predominan los géneros como el soul y R&B, también incluye influencias de blue-eyed soul, soft rock y subgéneros como adult contemporary y quiet storm.

## Recepción
Aunque no fue lanzada como sencillo, You Are There fue reconocida por su cálida interpretación y la profundidad emocional de Jackson. Críticos musicales la elogiaron por capturar el espíritu del joven artista en una de sus etapas más tempranas, cuando estaba madurando vocal y emocionalmente. Sin embargo, la canción no llegó a las listas de éxitos comerciales.

## Letras y composición
Las letras de You Are There hablan de la gratitud por la presencia y el apoyo incondicional de un ser querido, reflejando la tranquilidad que esa persona brinda en momentos difíciles. La canción está en la tonalidad de fa mayor (F mayor), una tonalidad que contribuye a la sensación de serenidad y seguridad que transmite la letra.

## Impacto y legado
You Are There es una de las canciones que ayudan a subrayar la madurez artística de Michael Jackson en su juventud. Aunque no fue una canción popular en su momento, con el tiempo ha sido apreciada por los fanáticos más leales de Jackson, quienes valoran su mensaje y su emotiva interpretación. La canción ha sido incluida en diversas recopilaciones y recordada en documentales sobre los primeros años de la carrera del artista.

## Personal
- Michael Jackson – voz principal
- Sam Brown III – compositor, productor
- James Anthony Carmichael – arreglos[6]
- David T. Walker – guitarra líder
- Melvin "Wah Wah" Ragin – guitarra rítmica
- James Jamerson – bajo
- Earl Palmer – batería
- Joe Sample – piano eléctrico
- Gene Page – arreglos de cuerdas
- Gary Coleman – percusión adicional
- Coros de acompañamiento no acreditados – posibles miembros del grupo The Jacksons[2].

## En la cultura popular
You Are There no ha sido ampliamente utilizada en la cultura popular, pero sigue siendo una pista apreciada dentro del álbum Forever, Michael. Su emotividad y simplicidad la han convertido en una canción de culto para los fanáticos que disfrutan del material menos comercial de Jackson.